# Ziegleria perisus
Ziegleria perisus is een vlinder uit de familie van de Lycaenidae. De wetenschappelijke naam van de soort werd als Thecla perisus in 1907 gepubliceerd door Hamilton Herbert Druce.